# Fédération de la Barbade de football
La Fédération de la Barbade de football (Barbados Football Association (en) BFA) est une association regroupant les clubs de football de la Barbade et organisant les compétitions nationales et les matchs internationaux de la sélection de Barbade.
La fédération nationale de la Barbade a été fondée en 1910. Elle est affiliée à la FIFA depuis 1968 et est membre de la CONCACAF.